# Die Flippers
Die Flippers was een Duitse schlagerband, die van 1964 tot 2011 bestond. De laatste bezetting bestond uit Olaf Malolepski (Maagdenburg, 27 maart 1946), Bernd Hengst (Karlsruhe, 18 april 1947) en Manfred Durban (Olbronn-Dürrn, 28 september 1942 – Knittlingen, 20 oktober 2016). De band verkocht in totaal 24 gouden en 5 platina platen en is daarmee de meest succesvolle Duitse schlagerband aller tijden. Bekende hits zijn o. a. Weine nicht, kleine Eva, Sha la la I love you, Die rote Sonne von Barbados en recenter Der kleine Floh in meinem Herzen, Ein Herz aus Schokolade en Hundertmal.

## Eerste jaren
De band werd in 1964 in het Duitse Baden-Württemberg opgericht als de "Dancing Band", door het toenmalige sextet bestaande uit Manfred Durban, Claus Backhaus, Franz Halmich, Manfred Mössner, Manfred Hehl en Hans Springer. De band trad bijna elk weekend op in een discotheek of feestzaal, en het repertoire bestond destijds nog uit Engelstalige covers van voornamelijk Britse en Amerikaanse pop- en rock-'n-roll-artiesten. Binnen zeer korte tijd was de band beroemd in de regio. In 1965 verving Bernd Hengst Hans Spring en werd de naam van de groep veranderd in de "Dancing Show Band". Korte tijd later werd Manfred Mössner vervangen door Roland Bausert en in 1967 kwam Olaf Malolepski als gitarist in de plaats van Manfred Hehl. In 1969 stapt de groep over op de schlagermuziek, wordt de naam van de band veranderd in "Die Flippers" en schrijven Hengst en Halmich het nummer Weine nicht, kleine Eva (dat tegenwoordig als een klassieker in het schlagergenre wordt beschouwd), dat een enorme hit wordt in Duitsland en waarmee de band in één klap doorbreekt. Hierna volgde de single Nur mit dir allein, die echter lang niet zo succesvol blijkt als de voorganger "Weine nicht, kleine Eva". In 1970 brengt de band weer een single uit, Sha La La I Love You, een vertaling van het nummer Sha La la I Love You van de Nederlandse band "The Shuffles", en deze single wordt weer een gigantische hit in Duitsland. Datzelfde jaar brengt de band hun debuutalbum "Die Flippers" uit, dat de platina status bereikt. In de jaren daarna wordt het succes moeiteloos voortgezet; de band scoort vele hits als Aber dich gibts noch einmal für mich, Mykonos, Kleine Sonja en Manuela (dat door Jacques Herb gecoverd is) en ook hun platen blijven succesvol, al worden ze niet meer met edelmetaal bekroond.

## Comeback
In 1977 neemt het succes af; zowel het aantal hits als het plaatsucces loopt terug. Dit zet zich door, en in de eerste helft van de jaren '80 is het succes zelfs zo dramatisch gekelderd dat de bandleden naast het zingen en spelen ieder een bijbaan moeten nemen om hun gezin te kunnen onderhouden. Eén jaar komt er zelfs geen nieuwe LP op de markt, namelijk in 1981. Ook vallen er steeds meer bandleden af, waaronder leadzanger Roland Bausert, totdat in 1985 alleen nog het trio Hengst, Durban en Malolepski overblijft. Datzelfde jaar krijgen producers Uwe Busse en Karlheinz Rupprich de band onder hun hoede, die de ouderwetse "Flipper-sound" ombuigen tot commerciële, goed in het gehoor liggende schlagerliedjes. Het eerste resultaat van de samenwerking tussen de band en het nieuwe producersteam is de single Auf rote Rosen fallen Tränen, die de band eindelijk weer succes biedt en mede dankzij een grote promotie op de Duitse radio een hit wordt. Ook de gelijknamige LP die in dat jaar uitkomt is succesvol, al wordt er opnieuw geen gouden status bereikt. Het volgende jaar maakt de band weer een comeback: single Die rote Sonne von Barbados wordt een megahit, en het album Nur wer die Sehnsucht kennt, wordt goud. De rest van de jaren 80 volgt het ene succes na het andere voor de band. Ze scoren vele grote hits, waaronder Arrivederci, ciao Amor, Mexico, St. Tropez, Acapulco, Mitternacht in Trinidad en Lotosblume, en al hun platen worden goud of platina. Vooral 1988 is een zeer succesvol jaar voor de band: de eerste concerttournee gaat van start en ze ontvangen voor het eerst de Goldene Stimmgabel, een van de belangrijkste Duitse muziekprijzen die ze later nog maar liefst tien keer zullen ontvangen.

## Jaren 90
In de eerste helft van de jaren 90 weet de band, nog steeds onder leiding van Busse en Rupprich, het succes moeiteloos voort te zetten met hits als Sieben Tage, Mädchen von Capri, Hasta la vista en Mona Lisa en opnieuw bereiken al hun platen de gouden of platina status. Ook wordt er vanaf 1990 elk jaar een tournee door Duitsland gemaakt. Een dieptepunt in hun carrière is echter het overlijden van hun ontdekker en vroegere producer Willi Sommer in 1992. Als in 1993 Karlheinz Rupprich het team rond de Flippers verlaat en naar de Verenigde Staten vertrekt om daar als componist/producer te werken, neemt Uwe Busse de totale productie van de platen van de band op zich. In de jaren daarna schrijft hij in zijn eentje vele hits voor de band, zoals Der letzte Bolero, Ein Herz aus Shokolade en Das ganze Leben ist eine Wundertüte. Vanaf 1994 verschijnen er regelmatig muziekspecials van de band, die steevast in warme toeristenoorden worden opgenomen en op ZDF worden uitgezonden. In 1999 spelen de Flippers mee in de Duitse speelfilm Tach, Herr Doktor, waarin ze samen met de Duitse zanger Gerd Dudenhöffer op een tuinfeest spelen.

## Laatste jaren
Ook de laatste jaren waren succesrijk voor de band. In 2000 scoort de band een nummer één hit met de single Der kleine Floh in meinem Herzen, en het gelijknamige album wordt goud en platina. In 2004 vierden de Flippers hun 35-jarige jubileum voor 17.000 fans met een groot concert in de Westfalenhalle in Dortmund. In 2005 ontving de band platina voor de dvd Unsere Lieder en goud voor de dvd's Das Leben ist eine Wundertüte, Isabella, Maskenball, Immer, immer wieder, Ein Musikalische Zeitreise en 35 Jahre - Unsere schönsten musikalischen Reisen, en voor het album Hundertmal, dat overigens voor het eerst door de bandleden zelf is geproduceerd, omdat Uwe Busse in 2004 stopte als producer en componist voor de band om zich op zijn eigen zangcarrière te concentreren. Ook de albums Du bist der Oscar meines Herzens uit 2006 en Kein Weg zu weit uit 2007 werden door de bandleden zelf geproduceerd.
Hun jubileumtournee 40 jaar Flippers vond plaats van november 2008 tot maart 2009. In oktober 2009 maakten ze in het programma Herbsfest van de Volksmusik op de ARD bekend dat hun volgende tournee tevens hun laatste zou zijn. Deze begon in november 2010 en eindigde met hun laatste optreden in het programma "Das Frühlingsfest der Volksmusik" bij Florian Silbereisen op de ARD.
In 2011 bracht zanger Olaf Malolepski met "Tausend Rote Rosen" zijn eerste solosingle uit waarna de singles "Du bist so süß wie Marzipan" en "Die Fiesta der Liebe" volgende. Tevens kwam in oktober 2011 "Tausend Rote Rosen" zijn eerste soloalbum uit.